# Laguna Flecha
La laguna Flecha (51°54′S 58°57′O / -51.900, -58.950) es un pequeño cuerpo de agua que se ubica en el centro de la isla Soledad del archipiélago de las Malvinas. Administrativamente pertenece al departamento Islas del Atlántico Sur de la provincia de Tierra del Fuego, Antártida e Islas del Atlántico Sur.
Esta laguna tiene forma aproximadamente circular y se ubica hacia el fondo del seno Choiseul, en la costa austral del mismo. Además se encuentra al sur de la laguna Torcida y al sudoeste de las islas Flecha.